# Sofía Arreola
Arreola  Navarro est un nom espagnol. Le premier nom de famille, en général paternel, est Arreola ; le second, en général maternel, souvent omis, est Navarro.
Pour les articles homonymes, voir Arreola.
Sofía Arreola Navarro, née le 7 décembre 1992 à Monterrey (capitale de l'État du Nuevo León), est une coureuse cycliste mexicaine, membre de l'équipe Twenty16-Ridebiker depuis 2014. Elle représente son pays aussi bien sur la piste que sur la route. Elle obtient deux médailles d'argent lors des championnats du monde de cyclisme sur piste 2013.

## Repères biographiques
Native de Monterrey (capitale de l'État du Nuevo León), Sofía Arreola commence le cyclisme à quatorze ans, après avoir essayé différents sports auparavant comme le tir sportif ou la natation. Elle devient championne nationale un plus tard. Elle se distingue lors des championnats panaméricains juniors où elle décroche six médailles d'or. Elle a conquis pas moins de trente-deux titres nationaux. En 2009, lors des mondiaux juniors de Moscou, elle termine quatrième de la course aux points. Elle est alors invitée à passer la saison 2009-2010 au Centre mondial du cyclisme, à Aigle, en Suisse. Sa première saison en Élite est compliquée mais elle s'aguerrit dans différentes manches de Coupe du monde. Elle obtient, ainsi, la médaille d'argent de la course scratch des championnats panaméricains seniors. Ce qui la convainc de se consacrer exclusivement à la piste. En 2013, elle décroche deux remarquables médailles d'argent lors des Mondiaux de Minsk. Elle est maintenant à plein temps cycliste et étudiante. Diplômée de l'Université autonome du Nuevo León en sciences du sport, elle vit actuellement à Colorado Springs, dans l'État du Colorado, aux États-Unis.

## Palmarès sur piste

### Championnats du monde
- Moscou 2009
  - Quatrième de la course aux points juniors[2].
  - Treizième de la poursuite individuelle juniors[3].
- Copenhague 2010
  - Dix-septième de la course aux points[4].
- Apeldoorn 2011
  - Neuvième de la course scratch[5].
- Melbourne 2012
  - Sixième de la course scratch[6].
  - Dix-huitième de l'omnium[7].
- Minsk 2013
  -  Médaillée d'argent de la course aux points[8].
  -  Médaillée d'argent de la course scratch[9].
- Saint-Quentin-en-Yvelines 2015
  - Sixième de la course aux points[10].
- Hong Kong 2017
  - Septième de la course à l'américaine (avec Yareli Salazar)[11].
- Apeldoorn 2018
  - Sixième de l'américaine (avec Yareli Salazar)[12].
  - Neuvième de la course aux points[13].
- Pruszków 2019
  - 12e de la course aux points[14].
  - 14e de l'américaine (avec Yareli Salazar)[15].
- Berlin 2020
  - 23e de la course aux points[16].

### Jeux panaméricains
- Guadalajara 2011
  -  Médaillée d'argent de l'omnium.
- Toronto 2015
  -  Médaillée de bronze de la poursuite par équipes (avec Íngrid Drexel, Mayra Rocha et Yareli Salazar)[17].

### Championnats panaméricains
- Aguascalientes 2010
  -  Médaillée d'argent de la course scratch[18].
  - Quatrième de la poursuite individuelle[19].
  - Cinquième de l'omnium[20].
- Medellín 2011
  - Quatrième de la poursuite individuelle[21].
  - Quatrième de la course scratch[22].
  - Septième de l'omnium[23].
- Mar del Plata 2012
  - Cinquième de l'omnium[24].
- Aguascalientes 2014
  - Quatrième de la course scratch[25].
  - Sixième de l'omnium[26].
- Aguascalientes 2016
  -  Médaillée d'argent de la poursuite par équipes.
  - Première de la course à l'américaine (avec Mayra Rocha)[n 1].
  - Huitième de la course aux points[27].
- Couva 2017
  -  Médaillée d'argent de la poursuite par équipes (avec Yareli Salazar, Jessica Bonilla et Mayra Rocha).
  -  Médaillée de bronze de la course à l'américaine (avec Mayra Rocha).
- Aguascalientes 2018
  -  Médaillée d'or de l'américaine (avec Yareli Salazar)
- Cochabamba 2019
  -  Médaillée d'argent de la course aux points
  -  Médaillée de bronze de la poursuite par équipes
- Lima 2021
  -  Médaillée d'argent de la poursuite par équipes
  -  Médaillée de bronze de la course à l'élimination
- San Juan 2023
  -  Médaillée d'argent de la poursuite par équipes
- Asuncion 2025
  -  Médaillée d'argent de la course aux points
  - Huitième de la course à l'américaine (avec María Fernanda Figueroa)[28].

### Jeux d'Amérique centrale et des Caraïbes
- Mayagüez 2010
  -  Médaillée de bronze de la course aux points.
  -  Médaillée de bronze de la course scratch.
- Veracruz 2014
  - Quatrième de l'omnium[29].
- Barranquilla 2018
  -  Médaillée d'argent de l'américaine
  -  Médaillée de bronze de la poursuite par équipes

### Championnats du Mexique
- 2012
  -  Championne du Mexique d'omnium
- 2014
  -  Championne du Mexique de course aux points
  -  Championne du Mexique de course scratch
- 2015
  -  Championne du Mexique de poursuite individuelle[30].
  -  Championne du Mexique de course aux points[31].
  - 2e de la course scratch[32].
  - Abandon dans l'omnium[33].
- 2018
  -  Championne du Mexique de poursuite par équipes (avec Lizbeth Salazar, Jessica Bonilla et Ana Casas)
  -  Championne du Mexique de course à l'américaine (avec Lizbeth Salazar)
  -  Championne du Mexique d'omnium
- 2021
  -  Championne du Mexique de poursuite par équipes

## Palmarès sur route
- 2009
  - 2e du championnat du Mexique sur route
- 2010
  - 3e du championnat du Mexique sur route
  - 3e du championnat du Mexique du contre-le-montre
- 2024
  - Tucson Bicycle Classic : 
    - Classement général
    - 2e étape
- 2025
  - 4e étape de la Tucson Bicycle Classic
  - 2e de la Tucson Bicycle Classic